# Razblinjene dlani
Razblinjene dlani (COBISS) je pesniška zbirka Boruta 
Gombača, izšla je leta 2003 pri Subkulturnem azilu.

## Vsebina
Zbirka je razdeljena na sedem poglavij, vsakega sestavlja pet pesmi, ki jih med seboj tematsko  
povezuje naslov posameznega poglavja. Gre za skrajno postmodernistično poezijo, v kateri je zelo  
poudarjen individualni lirski subjekt. V pesmih se prepletajo impresionistične,  
ekspresionistične, simbolistične in nadrealistične prvine, s čimer se pesnik zavestno navezuje na  
preteklost, saj iz spoštovanja do svojega poklica ne sme pisati zgolj iz sebe, temveč tudi iz  
tradicije. Klub temu pa so pesmi še vedno individualne in nezmotljivo prepoznavne. V zbirki je  
opazen tudi vpliv japonske lirske oblike haikuje. 
Za pesmi je značilen nerimani prosti verz. V pesmih se pojavlja veliko asonanc in  
aliteracij, rime skorajda ni, rimata se kvečjemu dva zaporedna verza.
Za zbirko je pomembna tudi oblikovna plat, saj je zbirko s fotografijami opremil Tomaž Vrlič,  
doktor likovnopedagoških znanosti.